# Karl Mack (Physiker)
Karl Friedrich Mack (* 29. August 1857 in Ludwigsburg; † 27. Januar 1934 in Stuttgart) war ein deutscher Physiker und Meteorologe.

## Leben
Mack war von 1888 bis zu seiner Emeritierung 1925 Professor für Physik und Meteorologie an der Landwirtschaftlichen Hochschule Hohenheim. 1893 richtete er in der Klimastation in Hohenheim auf Empfehlung der Württembergischen Erdbebenkommission eine Seismometerstation ein. Darüber hinaus  gehörte unter anderem mit  Karl Erich Andrée, Gustav Angenheister, Immanuel Friedländer, Beno Gutenberg, Franz Kossmat, Gerhard Krumbach, Ludger Mintrop, Peter Polis, August Heinrich Sieberg und Emil Wiechert zu den Gründungsmitgliedern der am 19. September 1922 in Leipzig gegründeten Deutschen Seismologischen Gesellschaft, der heutigen Deutschen Geophysikalischen Gesellschaft.
Die Erdbebenstation in Hohenheim wurde ab 1892 eingerichtet (später kam in Biberach eine weitere Station hinzu), wobei Mack mit August Schmidt (1840–1929), Professor am Dillmann-Realgymnasium in Stuttgart, zusammenarbeitete. Dabei konstruierten sie auch eigene Seismometer. Aufschwung erlebte die Seismologie in Württemberg besonders nach dem großen Beben vom 16. November 1911 in Albstadt. Die Zeitsynchronisation wurde schon 1912 auf Funk basiert. Mack befasste sich auch mit Wiederkehrwellen (mehrfach die Erde umrundende Oberflächenwellen).
Im Jahr 1907 wurde er zum Mitglied der Leopoldina gewählt. 1929 wurde er Ehrenmitglied des Vereins für vaterländische Naturkunde in Württemberg.